# Navigate
Navigate — дебютний EP канадського рок-гурту Crystalyne. Виданий 6 червня 2012 року у Торонто.
До альбому увійшли сингли: «Wolves», «Never Gonna Look Back» та «Just Fine».

## Wolves
Перший трек «Wolves» — другий сингл у доробку гурту. Пісня має унікальне поєднання агресивного року і мелодійної поп-музики. За версією «Idobi radio» голос вокалістки у цій пісні Маріси Датолі «Marissa» є дуже імпресивним та емоційним, особливо під час виконання приспіву.
У червні 2012 року було представлено відеокліп до пісні, що зображує гру музикантів гурту, що переплітається з кадрами співу Маріси, лежачи на підлозі вузького приміщення з цегляними стінами.
Також було представлено акустичну версію відео.
2013 року канадський гурт Courage My Love представив кавер-версію пісні, та відзняв відеокліп, на якому одна з сестер Арн-Хорн грає на акустичній гітарі, а інша на роялі.

## Список композицій
1. Wolves 03:21
2. Weapon 03:46
3. Never Gonna Look Back 03:02
4. Just Fine 03:46
5. Deceiver 02:47
6. Navigate 03:50